# 21544 Hermainkhan
A 21544 Hermainkhan (ideiglenes jelöléssel 1998 QL33) a Naprendszer kisbolygóövében található aszteroida. A LINEAR projekt keretében fedezték fel 1998. augusztus 17-én.